# Tonight! (Claes Janson-album)
Tonight! är ett musikalbum med Claes Janson från 2007 inspelat live på jazzklubb Fasching i Stockholm.

## Låtlista
1. When You're Smiling (Larry Shay/Mark Fisher/Joe Goodwin) – 6'16
2. Den första gång jag såg dig (Birger Sjöberg) – 4'35
3. Don't It Make My Brown Eyes Blues (Richard Leigh) – 4'53
4. Att angöra en brygga (Lars Färnlöf/Hans Alfredson/Tage Danielsson) – 3'53
5. Groove Merchant (Jerome Richardson/Claude Stephenson) – 5'11
6. Sakta vi gå genom stan (Fred E Ahlert/Beppe Wolgers) – 4'18
7. En handfull blues (John Benson Brooks/Sidney Keith Russel/Hans Widmark) – 5'02
8. I Will Be There (Van Morrison) – 4'47
9. Nu börjar det sluta regna (Lars-Göran Göransson) – 3'16
10. Bedårande sommarvals (Toots Thielemans/Hans Alfredson/Tage Danielsson) – 3'55
11. Big City (Marvin Jenkins) – 5'55
12. Hard Times (Ray Charles) – 5'35
13. All of Me (Gerald Marks/Seymour Simons) – 8'00

## Medverkande
- Claes Janson – sång
- Mikael Skoglund – piano
- Klas Lindquist – altsaxofon, klarinett
- Hans Backenroth – bas
- Joakim Ekberg – trummor

## Mottagande
Skivan fick ett gott mottagande när den kom ut med ett snitt på 3,7/5 baserat på tre recensioner.